# Dreams of Death and Dismay
Dreams of Death and Dismay är det svenska tekniska death metal-bandet Anatas andra studioalbum, utgivet i april 2001 på Season of Mist och på Relapse Records i USA i juni samma år.

## Låtlista
1. "Die Laughing" – 3:58
2. "Faith, Hope, Self-Deception" – 5:26
3. "God of Death" – 3:55
4. "Metamorphosis by the Well of Truth" – 4:37
5. "Dreamon" – 2:27
6. "Can't Kill What's Already Dead" – 3:38
7. "Insurrection" – 4:31
8. "The Enigma of Number Three" – 5:29
9. "Drain of Blood" – 3:59
10. "The Temple / Erratic" – 8:44

## Medverkande
Musiker
- Fredrik Schälin – sång, gitarr
- Andreas Allenmark – gitarr
- Henrik Drake – basgitarr
- Robert Petersson – trummor

Produktion
- Christian Silver – producent, inspelningstekniker, mixning, mastering
- Fredrik Schälin – producent, inspelningstekniker, mixning
- Jacek Wiśniewski – albumkonst